# Station Royan
Station Royan is een spoorwegstation in de gemeente Royan in het Franse departement Charente-Maritime.